# What Is Love? (EP)
What Is Love? ist das fünfte Mini-Album der südkoreanischen Girlgroup Twice. Es erschien am 9. April 2018 zusammen mit der gleichnamigen Single. Produziert wurde das Album von JYP-Entertainment-Gründer Park Jin-young.

## Hintergrund
Am 26. Februar 2018 gab JYP Entertainment bekannt, dass Twice an einem neuen Album arbeiten würden. Die Veröffentlichung sei für April geplant. Ein genaues Datum wurde zu diesem Zeitpunkt allerdings noch nicht genannt. Einen Monat später, am 24. März, wurde als Veröffentlichungsdatum der 9. April genannt. In der Folgezeit wurden täglich Teaser-Fotos, die Titelliste und weitere Informationen wie die Cover-Gestaltung der CD veröffentlicht.
JYP Entertainment gab am 3. April bekannt, dass bereits 350.000 Vorbestellungen für What Is Love? registriert wurden, was einen neuen Rekord für die Gruppe bedeutete.
Am 9. April erschien What Is Love? zusammen mit der gleichnamigen Single zum Download. Die CDs kamen einen Tag später in die Läden.

## Titelliste
| Nr.          | Titel         | Text                      | Musik | Länge |
| ------------ | ------------- | ------------------------- | --- | ----- |
| 1.           | What Is Love? | J.Y. Park „The Asiansoul“ | J.Y. Park „The Asiansoul“                                                                                           | 3:28  |
| 2.           | Sweet Talker  | Jeongyeon, Chaeyoung      | Erik Lidbom, MLC, Julie Yu                                                                                          | 3:27  |
| 3.           | Ho!           | Jihyo                     | Micky Blue, The Elev3n, Joren Van Der Voort                                                                         | 3:09  |
| 4.           | Dejavu        | Chloe                     | Hayley Aitken, Jan Hallvard Larsen, Eirik Johansen, Anne Judith Stokke Wik, Ronny Vidar Svendsen, Nermin Harambašić | 3:16  |
| 5.           | Say Yes       | Monotree                  | Monotree | 3:02  |
| 6.           | Stuck         | Galactika                 | Frants, Valeria Del Prete, Sean Alexander                                                                           | 3:38  |
| Gesamtlänge: | Gesamtlänge:  | Gesamtlänge:              | Gesamtlänge: | 20:00 |

## Chartplatzierungen
| ChartsChartplatzierungen | Höchstplatzierung | Wochen |
| ------------------------ | ----------------- | ------ |
| Japan (Oricon)           | 2 (8 Wo.)         | 8      |
| Südkorea (KMCA)          | 2 (96 Wo.)        | 96     |

| ChartsJahrescharts (2018) | Platzierung |
| ------------------------- | ----------- |
| Japan (Oricon)            | 58          |
| Südkorea (KMCA)           | 10          |

| ChartsJahrescharts (2019) | Platzierung |
| ------------------------- | ----------- |
| Südkorea (KMCA)           | 98          |

## Auszeichnungen

### Preisverleihungen
2019
- Golden Disc Awards – Album Bonsang[8]

### Auszeichnungen für Musikverkäufe
| Land/Region     | Auszeichnungen für Musikverkäufe (Land/Region, Auszeichnung, Verkäufe) | Verkäufe |
| --------------- | ---------------------------------------------------------------------- | -------- |
| Südkorea (KMCA) | 2× Platin                                                              | 500.000  |
| Insgesamt       | 2× Platin ·                                                            | 500.000  |

Hauptartikel: Twice/Diskografie